# Verdienstmedaille der Deutschen Post
Die Verdienstmedaille der Deutschen Post war eine staatliche Auszeichnung  der Deutschen Demokratischen Republik (DDR), welche in Form einer tragbaren Medaille verliehen wurde.

## Geschichte
Die Medaille wurde am 19. November 1970 in drei Stufen (Bronze, Silber, Gold) gestiftet. Ihre erste Verleihung fand zum ersten Mal am Tag der Arbeit am 1. Mai 1971 statt. Die Medaille, welche nur an Einzelpersonen und nicht Kollektive verliehen werden konnte, wurde für hervorragende Leistungen bei der Entwicklung des sozialistischen Post- und Fernmeldewesens verliehen. Ferner auch für Leistungen bei der Gewährleistung der ständigen Einsatzbereitschaft der Telekommunikationsanlagen usw. Im Übrigen war die Verleihungshöchstzahl dieser Medaille beschränkt, so dass sie jährlich
- 50 mal in Gold,
- 100 mal in Silber (ab 1986 150 Verleihungen) und
- 300 mal in Bronze

verliehen werden konnte.

## Aussehen und Tragweise
Die bronzene, versilberte oder vergoldete Medaille mit einem Durchmesser von 32 mm zeigt auf ihrem Avers mittig ein erhaben geprägtes 15 mm breites Posthorn mit zwei kleinen Blitzen. Eingeschlossen ist dieses Symbol des Postwesens von einem dreireihigen Lorbeerkranz, welcher von unten ausgehend nach oben offen und gebogen dargestellt ist und das Postsymbol etwa zu drei Vierteln umschließt. Das Revers der Medaille zeigt dagegen mittig das Staatswappen der DDR umgeben von der Umschrift: VERDIENSTMEDAILLE DER DEUTSCHEN POST. Getragen wurde die Medaille an einer 24 mm × 11 mm großen gelben Stoffspange an der linken oberen Brustseite. Die Stufe der Verleihung erkennt man am Ordensband an den eingewebten senkrechten 3 mm breiten blauen Mittelstreifen, die für die erste Stufe ein Mittelstreifen beträgt und für die dritte, drei blaue Mittelstreifen. Die Interimsspange entsprach der gleichen Weise wie das Ordensband.